# Анаэробное дыхание
Анаэробное дыхание — это биохимический процесс окисления органических субстратов или молекулярного водорода с использованием в дыхательной ЭТЦ в качестве конечного акцептора электронов вместо O2 других окислителей неорганической или органической природы. Как и в случае аэробного дыхания, выделяющаяся в ходе реакции свободная энергия запасается в виде трансмембранного протонного потенциала, использующегося АТФ-синтазой для синтеза АТФ.
Осуществляется прокариотами (в редких случаях — и эукариотами) в анаэробных условиях. При этом факультативные анаэробы используют акцепторы электронов с высоким окислительно-восстановительным потенциалом (NO3−, NO2−, Fe3+, фумарат, диметилсульфоксид и т. д.), у них это дыхание конкурирует с энергетически более выгодным аэробным и подавляется кислородом. Акцепторы с низким окислительно-восстановительным потенциалом (сера, SO42−, CO2) применяются только строгими анаэробами, гибнущими при появлении в среде кислорода.
В корневых системах многих растений при гипоксии и аноксии, вызванных затоплением посевов в результате длительных дождей или весенних паводков, развивается анаэробное дыхание с использованием в качестве акцепторов электронов альтернативных кислороду соединений, например нитратов. Установлено, что растения, произрастающие на полях, удобренных нитратными соединениями, переносят переувлажнение почвы и сопутствующую ему гипоксию лучше, нежели такие же растения без нитратной подкормки.
Механизмы окисления органических субстратов при анаэробном дыхании, как правило, аналогичны механизмам окисления при аэробном дыхании. Исключением является использование в качестве исходного субстрата ароматических соединений. Обычные пути их катаболизма требуют молекулярного кислорода уже на первых стадиях, в анаэробных условиях осуществляются иные процессы, например, восстановительная деароматизация бензоил-КоА у Thauera aromatica с затратой энергии АТФ. Некоторые субстраты (например, лигнин) при анаэробном дыхании не могут использоваться.

## Нитратное и нитритное дыхание
Прокариоты обладают возможностью использовать в качестве акцептора электрона в дыхательной электронтранспортной цепи (ЭТЦ) вместо кислорода различные окисленные соединения азота. Ферментом, катализирующим финальную стадию транспорта электрона — его перенос на нитрат-анион — является нитратредуктаза. При использовании нитритов ферментов и путей его восстановления два:
- NO-образующая нитритредуктаза восстанавливает нитрит до оксида азота (II). Это одна из стадий денитрификации.
- NH3-образующая нитритредуктаза восстанавливает нитрит до иона аммония, что является заключительной стадией диссимиляционного восстановления нитратов в аммоний или, как его называют в иностранной литературе, диссимиляционной или дыхательной аммонификации (в отечественной литературой аммонификацией называется процесс высвобождения аммиака из состава органических соединений, например, белков). Ассимиляционное восстановление нитратов в аммоний (ассимиляционная нитратредукция или просто ассимиляция) — процесс включения нитратов после восстановления до аммония в состав органических веществ, широко распространённый у прокариот и некоторых групп эукариот (грибы, растения) — не сопряжён с получением энергии.

НАД·H, образовавшийся при гликолизе, в ЦТК или по иным механизмам и поступающий в дыхательную ЭТЦ, окисляется обычно НАД·H:убихинон-оксидоредуктазой, являющейся протонной помпой. Терминальные оксидоредуктазы, переносящие электрон на конечный акцептор, в отличие от цитохромоксидазы аэробной ЭТЦ, обычно не являются протонной помпой. Однако при переносе нитратредуктазой электрона с убихинона (или у ряда видов менахинона) на нитрат-анион происходит выделение двух протонов в периплазму (с убихинона) и связываение двух протонов в воду в цитоплазме. Таким образом создаётся дополнительный протонный градиент.
Аналогичным образом, связывая протоны в цитоплазме, создаёт градиент электрохимического потенциала нитритредуктаза. В то же время NO-редуктаза связывает протоны из периплазмы и её работа не сопряжена с образованием градиента потенциала.
Больше путей переноса протонов через мембрану анаэробная ЭТЦ не содержит (в аэробной же их 3), в связи с чем нитратное дыхание по эффективности в расчёте на 1 моль глюкозы составляет лишь 70 % от аэробного. При поступлении в среду молекулярного кислорода бактерии переключаются на обычное дыхание.
Нитратное дыхание встречается, хотя и редко, и среди эукариот. Так, нитратное дыхание, сопровождающееся денитрификацией и выделением молекулярного азота, недавно открыто у фораминифер. До этого нитратное дыхание с образованием N2O было описано у грибов Fusarium и Cylindrocarpon.

## Сульфатное дыхание
В настоящее время известен ряд бактерий и архей, способных окислять органические соединения или молекулярный водород в анаэробных условиях, используя в качестве акцепторов электронов в дыхательной цепи сульфаты, неорганические тиосульфаты, сульфиты, молекулярную серу. Этот процесс получил название диссимиляционной сульфатредукции, а бактерии, осуществляющие этот процесс — сульфатвосстанавливающих, или сульфатредуцирующих.
Большинство сульфатвосстанавливающих прокариот — облигатные анаэробы.
Сульфатвосстанавливающие прокариоты получают энергию в процессе сульфатного дыхания при переносе электронов в электронтранспортной цепи. Перенос электронов от окисляемого субстрата по электронтранспортной цепи сопровождается возникновением электрохимического градиента ионов водорода с последующим синтезом АТФ.
Подавляющее большинство прокариоты этой группы — хемоорганогетеротрофы. Источником углерода и донором электронов для них являются простые органические вещества — пируват, лактат, сукцинат, малат, а также некоторые спирты. У некоторых сульфатвосстанавливающих бактерий обнаружена способность к хемолитоавтотрофии, когда окисляемым субстратом является молекулярный водород.
Сульфатвосстанавливающие бактерии широко распространены в анаэробных зонах водоёмов разного типа, в иле, в почвах, в пищеварительном тракте животных. Наиболее интенсивно восстановление сульфатов происходит в солёных озерах и морских лиманах, где почти нет циркуляции воды и содержится много сульфатов. Сульфатвосстанавливающим бактериям принадлежит ведущая роль в образовании сероводорода в природе и в отложении сульфидных минералов. Накопление в среде H2S часто приводит к негативным последствиям: в водоёмах — к гибели рыбы, в почвах — к угнетению растений. С активностью сульфатвосстанавливающих бактерий связана также коррозия в анаэробных условиях различного металлического оборудования, например, металлических труб.

## Фумаратное дыхание
В качестве акцептора электронов может использоваться фумарат. Фумаратредуктаза сходна с нитритредуктазой: лишь вместо молибдоптерин содержащей субъединицы в её состав входит ФАД и гистидин содержащая субъединица. Трансмембранный протонный потенциал образуется аналогичным образом: перенос протонов не происходит, однако фумаратредуктаза связывает протоны в цитоплазме, а дегидрогеназы в начале ЭТЦ выделяют протоны в периплазму. Перенос электронов с дегидрогеназ на фумаратредуктазу происходит обычно через мембранный пул менохинонов.
Фумарат, как правило, отсутствует в природных местообитаниях и образуется самими микроорганизмами из аспартата, аспарагина, сахаров, малата и цитрата. Ввиду этого большинство бактерий, способных к фумаратному дыханию, содержат фумаразу, аспартат: аммиак-лиазу и аспарагиназу, синтез которого контролирует чувствительный к молекулярному кислороду белок Fnr.
Фумаратное дыхание достаточно широко распространено среди эукариот, в частности у животных (среди животных, у которых оно описано — пескожил, мидии, аскарида, печёночная двуустка и др.)

## Железистое дыхание
Ион железа (Fe3+) широко распространённый конечный акцептор электронов при анаэробном дыхании, используемый и автотрофными и гетеротрофными организмами. Поток электронов в таких организмах похож на транспорт электронов в дыхательной цепи с использованием кислорода или нитрата, за исключением того, что конечным ферментом является железо редуктаза. Модельными организмами служат Shewanella putrefaciens и Geobacter metallireducens. Поскольку некоторые железо-восстанавливающие бактерии (например, G. metallireducens) могут использовать токсичные углеводороды, такие как толуол, в качестве источника углерода, то они представляют значительный интерес для их использования для биоремедиации загрязнённых водных систем с высоким содержанием ионов железа.

## Дыхание ацетогенных и метаногенных бактерий
Строго анаэробные ацетогенные бактерии родов Acetobacterium, Clostridium, Peptostreptococcus и др. способны получать энергию, окисляя водород углекислым газом в процессе ацетогенеза (по пути Вуда — Льюнгдаля).
Метаногены в процессе метаногенеза получают энергию схожим образом — таксономически это группа архей из филума Эвриархеоты.
Этот процесс также носит название карбонатного дыхания. При этом две молекулы CO2 образуют ацетат. Энергия при этом запасается в виде трансмембранного градиента протонов (Clostridium sp.) или ионов натрия (Acetobacterium woodi). Для перевода его в энергию связей АТФ используется обычная H-транспортирующая АТФ-синтаза или Na-зависимая АТФ-синтаза соответственно.

## Анаэробное дыхание у растений
Анаэробное дыхание, в частности нитратное, активируется в корневых системах некоторых растений в условиях аноксии и гипоксии. Однако если у многих бактерий и некоторых протистов и животных оно может быть основным и достаточным для получения энергии процессом (часто наряду с гликолизом), то у растений функционирует почти исключительно в стрессовых условиях. Так или иначе, но на полях, где в качестве удобрений были внесены нитраты, растения лучше переносят гипоксию, вызванную переувлажнением почвы из-за продолжительных дождей. Б. Б. Вартапетян показал, что митохондрии растений в гипоксических условиях сохраняют ультраструктуру в присутствии нитрата. Впоследствии было установлено, что нитрат прямо не используется растительными митохондриями в качестве терминального акцептора электронов, но нитрит, образующийся из нитрата под действием нитратредуктазы, может анаэробно восстанавливаться митохондриями до оксида азота (NO), который далее превращается в цитоплазме в нитрат в реакции с участием фитоглобина. Данный процесс, названный циклом фитоглобина и оксида азота, вносит вклад в биоэнергетику растительной клетки при недостатке кислорода.

## Анаэробное дыхание у грибов, протистов и животных
Среди животных анаэробное фумаратное дыхание встречается у некоторых паразитических и свободноживущих червей, ракообразных, моллюсков; нитратное дыхание известно среди грибов (например, у Fusarium) и свободноживущих протистов — например, фораминифер.